# Big Red Riding Hood
Big Red Riding Hood  è un film comico muto del 1925 diretta da Leo McCarey con protagonista Charley Chase.
Il film fu pubblicato il 26 aprile 1925.

## Trama
A Jimmy viene chiesto dal governo svedese di tradurre per scopo educativo "Cappuccetto Rosso", ma non può permettersi di comprare il libro, così prova a leggerlo alla libreria, cosa che al proprietario non piace. Ma con un piccolo aiuto della moglie del proprietario non è impossibile, anche quando il libro viene comprato da qualcun altro, messo in una macchina e la macchina è rubata...